# Carlos Lemus
Carlos Alberto Lemus Figueroa (San Felipe, Chile; 3 de febrero de 1989) es un futbolista Chileno. Se desempeña como arquero.

## Biografía
Carlos nace el 3 de febrero de 1989 en la ciudad de San Felipe. A los diez años es buscado por Colo-Colo y se desarrolló en las divisiones menores del club, jugando en Colo-Colo y en la filial de Tercera División.
El año 2004, con recién 14 años, hace su debut en el torneo de promoción.
A sus 15 años es nominado a la selección nacional chilena sub-16, donde comparte el arco con Cristopher Toselli. Con esta selección viaja al Sudamericano Paraguay 2004, en la que alcanzan instancias de cuartos de final.
Durante 2005 debuta en el primer equipo contra Huachipato por el Torneo de Promoción, donde luego jugara varios partidos más. A inicios del año 2006, y ya integrado al primer equipo, Carlos sufre una lesión en su hombro, durante un entrenamiento, tras remate de Matías Fernández. Esto lo deja fuera de las canchas por un año, lo que significó perder mucho terreno en sus aspiraciones por ser el primer arquero de Colo-Colo.
Durante la segunda mitad del año 2007, es cedido en préstamo a Club de Deportes Temuco, bajo la dirección de Eduardo Bonvallet. Durante este mismo periodo es convocado al proceso preparativo de la selección sub-20 de Chile, selección que posteriormente obtendría el segundo lugar en el Torneo Esperanzas de Toulon.
A principios de 2008 se integra a Deportes Ovalle, equipo de la Tercera División de Chile. Este año su equipo disputa la final de la Copa Chile 2008/Verano 2009.
En diciembre de 2009 es fichado por Club de Deportes Unión San Felipe, donde debido a su buen rendimiento es llamado por Nelson Acosta para integrarse a Everton de Viña del Mar.
En enero de 2011 regresa a Club de Deportes Unión San Felipe para disputar el Torneo de Apertura de Primera A. En marzo de 2012 forma como arquero titular de la filial de Segunda División Profesional de Club de Deportes Unión San Felipe, donde se reencuentra con el triunfo, saliendo campeón del Campeonato de Filiales 2012, consolidándose además como la valla menos batida.
Jugador de rebeldes.

## Clubes
| Club             | País  | Año       |
| ---------------- | ----- | --------- |
| Deportes Temuco  | Chile | 2007      |
| Deportes Ovalle  | Chile | 2008-2009 |
| Unión San Felipe | Chile | 2010      |
| Everton          | Chile | 2010-2011 |
| Unión San Felipe | Chile | 2012-2013 |
| Colchagua        | Chile | 2014-2016 |

## Palmarés

### Campeonatos nacionales
| Título                                | Equipo           | País  | Año  |
| ------------------------------------- | ---------------- | ----- | ---- |
| Segunda División Profesional de Chile | Unión San Felipe | Chile | 2012 |
| Tercera División A de Chile           | Colchagua        | Chile | 2014 |